# Stefano Pozzolini
Stefano Pozzolini (* 31. Juli 1977 in Genua) ist ein ehemaliger italienischer Snowboarder. Er startete im Snowboardcross und nahm an zwei Olympischen Winterspielen sowie fünf Snowboard-Weltmeisterschaften teil.

## Werdegang
Pozzolini, der für den C.S. Esercito startete, nahm im Dezember 1997 in Sestriere erstmals am Snowboard-Weltcup der FIS teil, wobei er den 14. Platz errang. In der Saison 2000/01 erreichte er mit Platz zehn in Morzine seine erste Top-Zehn-Platzierung im Weltcup und startete bei den Snowboard-Weltmeisterschaften 2001 in Madonna di Campiglio. Das Rennen beendete er aber vorzeitig. Zudem wurde er in den Jahren 2001 und 2003 italienischer Meister. Bei den Snowboard-Weltmeisterschaften 2003 am Kreischberg kam er auf den zehnten Platz. Nachdem Plätzen vier und 11 zu Beginn der Saison 2003/04, holte er in Arosa seinen einzigen Weltcupsieg. Es folgten drei weitere Top-Zehn-Ergebnisse und zum Saisonende mit dem vierten Platz im Snowboardcross-Weltcup sein bestes Gesamtergebnis. Bei den Snowboard-Weltmeisterschaften 2005 in Whistler errang er den 17. Platz. In der Saison 2005/06 siegte er bei den italienischen Meisterschaften und belegte bei den Olympischen Winterspielen 2006 in Turin den 24. Rang. Im Weltcup erreichte er mit zwei Platzierungen unter den ersten Zehn den 20. Platz im Snowboardcross-Weltcup. In den folgenden Jahren fuhr er bei den Snowboard-Weltmeisterschaften 2007 in Arosa auf den 24. Platz, bei den Snowboard-Weltmeisterschaften 2009 in Gangwon auf den 22. Rang und bei den Olympischen Winterspielen 2010 in Vancouver auf den 14. Platz. Seinen 80. und damit letzten Weltcup absolvierte er im März 2010 in La Molina, welchen er auf dem 36. Platz beendete.

## Teilnahmen an Weltmeisterschaften und Olympischen Winterspielen

### Olympische Winterspiele
- 2006 Turin: 24. Platz Snowboardcross
- 2010 Vancouver: 14. Platz Snowboardcross

### Snowboard-Weltmeisterschaften
- 2001 Madonna di Campiglio: DNF Snowboardcross
- 2003 Kreischberg: 10. Platz Snowboardcross
- 2005 Whistler: 17. Platz Snowboardcross
- 2007 Arosa: 24. Platz Snowboardcross
- 2009 Gangwon: 22. Platz Snowboardcross

## Weltcupsiege und Weltcup-Gesamtplatzierungen

### Weltcupsiege
| Nr. | Datum           | Ort   | Disziplin      |
| --- | --------------- | ----- | -------------- |
| 1.  | 16. Januar 2004 | Arosa | Snowboardcross |

### Weltcup-Gesamtplatzierungen
| Saison    | Gesamt | Gesamt | Snowboardcross | Snowboardcross |
| Saison    | Punkte | Platz  | Punkte         | Platz          |
| --------- | ------ | ------ | -------------- | -------------- |
| 1997/98   | 60     | 127.   | 180            | 35.            |
| 1999/2000 | 50     | 105.   | 430            | 41.            |
| 2000/01   | 88     | 92.    | 706            | 28.            |
| 2001/02   | -      | -      | 415            | 36.            |
| 2002/03   | -      | -      | 720            | 24.            |
| 2003/04   | -      | -      | 3170           | 4.             |
| 2004/05   | -      | -      | 1070           | 25.            |
| 2005/06   | 1420   | 62.    | 1420           | 20.            |
| 2006/07   | 152    | 187.   | 152            | 40.            |
| 2007/08   | 1067   | 81.    | 1067           | 24.            |
| 2008/09   | 292    | 173.   | 292            | 44.            |
| 2009/10   | 402    | 141.   | 402            | 34.            |